# Віґер Менсонідес
Віґер Менсонідес (нід. Wieger Mensonides, 12 липня 1938) — нідерландський плавець.
Призер Олімпійських Ігор 1960 року, учасник 1964 року.
Призер Чемпіонату Європи з водних видів спорту 1962 року.